# غابور سيه
غابور سيه (بالمجرية: Cseh Gábor)‏ هو راكب الكنو مجري، (و. 1912 – 1979 م).

## وصلات خارجية
- غابور سيه على موقع أوليمبيديا (الإنجليزية)
- غابور سيه على موقع اللجنة الأولمبية المجرية (الهنغارية)